# П'ятиборство (легка атлетика)
П’ятиборство — один з видів легкої атлетики, під час якого проводяться п’ять індивідуальних змагань з різних дисциплін. 

## Статус
Їх результати підраховуються згідно з турнірною таблицею, яка базується на відповідному світовому рекорді. Переможцем стає той учасник, який набрав найвищий бал з усіх п’яти піддисциплін. Типовим для п'ятиборства є акцент на універсальність, оскільки стрибки і бігові дисципліни поєднуються.  Однак існують і більш спеціалізовані формати, такі як метання. 
У комбінованих змаганнях на відкритому повітрі переважна кількість чоловіків займаються десятиборством, а жінки семиборством . І все ж, змагання, а іноді і чемпіонати з п'ятиборства все ще проводяться. 
З 1985 року жіночі змагання з п'ятиборства проводяться в закритому приміщенні і включають в себе  60-метровий біг з бар’єрами, стрибки у висоту, штовхання ядра, стрибки у довжину та біг на 800 метрів . Змагання з усіх дисциплін проводяться протягом одного дня. 
Описане тут п'ятиборство не слід плутати з "сучасним п'ятиборством" .

## П’ятиборство серед чоловіків
П’ятиборство серед чоловіків вперше відбулося на Позачергових Олімпійських іграх 1906 року і складалося із стрибків у довжину з місця, метання диска (грецький стиль), метання списа, бігу на 192 метри та греко-римської боротьби. 
З 1912 по 1924 п'ятиборство, так само як і десятиборство, було частиною Олімпійських ігор. Воно складалося зі стрибків у довжину, метання списа, бігу на 200 метрів, метання диска та бігу на 1500 метрів і проводився протягом одного дня. Не було зареєстровано жодного світового рекорду. Ця послідовність дисциплін і сьогодні є однією з найпоширеніших. Його іноді називають Міжнародним п'ятиборством . На чемпіонатах Німеччини це змагання проводилося з 1952 по 1973 рік, тому воно досі входить до списку найкращих. Перевага в порівнянні з десятиборством полягає в тому, що в ньому відсутні фізично і технічно складні дисципліни, такі як штовхання ядра, біг з перешкодами і стрибки з жердиною, що робить його більш доступним, особливо для молоді і спортсменів різної вікової категорії. 
До цього так зване німецьке п'ятиборство було поширеним на чемпіонатах Німеччини з 1937 по 1951 рік. Це ніщо інше, як перший день десятиборства, тобто біг на 100 метрів, стрибки у довжину, штовхання ядра, стрибки у висоту та біг на 400 метрів . При цьому на всіх чемпіонатах Німеччини в цей період чемпіон з десятиборства був також чемпіоном з п’ятиборства. Це змінилося з 1952 року з переходом на міжнародну традиційну послідовність дисциплін, оскільки тепер п'ятиборство зазвичай проводилося паралельно з першим днем десятиборства, і спортсменам доводилося    обирати одне з двох змагань. 
Див. також: Олімпійські призери

## П'ятиборство серед жінок
П'ятиборство серед жінок проводиться з 1928 року, місце першого проведення - Німеччина. З 1964 по 1980 рік воно було частиною Олімпійських ігор. Потім його замінили семиборством. 
| Рік      | Позначення   | Перший день змагань           | Перший день змагань | Перший день змагань | Перший день змагань | Перший день змагань | Другий день змагань         | Другий день змагань | Другий день змагань | Другий день змагань |
| -------- | ------------ | ----------------------------- | ------------------- | ------------------- | ------------------- | ------------------- | --------------------------- | ------------------- | ------------------- | ------------------- |
| 1928 рік | П’ятиборство |                               | Штовхання ядра      |                     | Стрибки у довжину   |                     | 100 м                       | Стрибок у висоту    | Метання списа       |                     |
| 1949 рік | П’ятиборство |                               | Штовхання ядра      | Стрибок у висоту    |                     | 200 м               | 80-метровий біг з бар’єрами | Стрибки у довжину   |                     |                     |
| 1961 рік | П’ятиборство | 0 80-метровий біг з бар’єрами | Штовхання ядра      | Стрибок у висоту    |                     |                     |                             | Стрибки у довжину   |                     | 200 м               |
| 1969 рік | П’ятиборство | 100-метровий біг з бар’єрами  | Штовхання ядра      | Стрибок у висоту    |                     |                     |                             | Стрибки у довжину   |                     | 200 м               |
| 1977 рік | П’ятиборство | 100 м з бар’єрами             | Штовхання ядра      | Стрибок у висоту    | Стрибки у довжину   | 800 м               | ÷                           | ÷                   | ÷                   | ÷                   |
| 1981 рік | Семиборство  | 100-метровий біг з бар’єрами  | Штовхання ядра      | Стрибок у висоту    |                     | 200 м               |                             | Стрибки у довжину   | Метання списа       | 800 м               |